# Danger!
Danger! — первый мини-альбом шведского дуэта The Sound of Arrows, вышедший в 2008 году. Danger! был доступен для бесплатного скачивания на сайте звукозаписывающей компании.

## Об альбоме
The Sound of Arrows записывали этот мини-альбом, будучи совершенно неизвестными, поэтому для записи ремиксов они привлекли только друзей. Cotton Crew, Panache и Mr Pedro добавили электроники. Версия Ice Cream Shout пошла по пути добавления изысканности вкупе с укулеле и игрушечным пианино.

## Список композиций
CD
1. «Intro» — 1:22
2. «Danger!» — 4:24
3. «A Very Sad Song» — 4:24
4. "Winding Roads " — 2:46
5. «Danger!» (Mr Pedro Remix) — 4:40
6. «Danger!» (Cotton Crew Remix) — 5:48
7. «Danger!» (Panache Remix) — 9:19
8. «Danger!» (Ice Cream Shout Version) — 4:36
9. «Outro» — 2:26

## Участники записи
- The Sound of Arrows — слова, музыка, продюсирование, дизайн обложки диска
- One Size Fits All — дизайн логотипа
- Linus Kullman — дизайн изображения
- Björn Baummann — басы (треки: 2)[2]